# برايان إدغار
برايان إدغار (بالإنجليزية: Brian Edgar)‏ هو لاعب دوري الرغبي بريطاني، ولد في 26 مارس 1936 في Great Broughton, Cumbria ‏ في المملكة المتحدة، وتوفي في 5 أكتوبر 2001 في Seaton, Cumbria ‏ في المملكة المتحدة.